# Nekrolog 1627
Nekrolog
◄◄
| ◄
| 1623
| 1624
| 1625
| 1626
| 1627 | 1628 | 1629 | 1630 | 1631 | ► | ►►
Weitere Ereignisse | Allgemeiner Nekrolog 1627
Die Beschreibung der verstorbenen Person sollte so kurz wie möglich gehalten sein und nur deren signifikante Tätigkeit(en) enthalten.
Neue Namen ggf. auch unter dem Geburts- und Sterbedatum, also etwa unter 1. Januar und im Geburts- und Sterbejahr (2024) eintragen (nur bei entsprechender großer Wichtigkeit). Für Beispiele siehe die schon vorhandenen Artikel.
Außerdem über die fünf zuletzt Verstorbenen, zu denen es einen ausreichend guten Artikel für eine Präsentation auf der Hauptseite gibt, nach der todesbedingten Überarbeitung der Artikel ggf. auch unter Wikipedia Diskussion:Hauptseite informieren und sie am besten auch in den anderen Wikipedia-Sprachversionen eintragen. Tipp: Regelmäßig bei news.google.de nach „ist tot“, „gestorben“ oder „verstorben“ suchen.
Wenn eine Person gestorben ist, gibt es viele Seiten zu dieser Person in der Wikipedia, die davon auch betroffen sind und entsprechend aktualisiert werden müssen. Beispiele: Namenübersichtsseite, Geburtsjahr, Geburtsort-Seiten und viele mehr.
Wie finde ich die betroffenen Seiten?
Im Suchfeld auf der linken Seite gibt man den Suchbegriff so ein: „Vorname Nachname“. Dann klickt man auf Volltext und alle Seiten mit entsprechendem Suchtext werden aufgerufen. Hier sieht man dann schnell, wo auch das Todesjahr Sinn macht oder sogar ein Teil des Artikels angepasst werden muss. Auch hilft das „Werkzeug“ auf der linken Seite sehr gut, um solche Seiten aufzufinden: „Links auf diese Seite“. Somit ist die Wikipedia wieder aktuell in allen Bereichen! Hinweis: bei Eintragung der Kategorie „Gestorben JAHR“ wird der Missbrauchsfilter 49 ausgelöst, was jedoch nicht schlimm ist. Siehe: Spezial:Missbrauchsfilter/49
Dies ist eine Liste von im Jahr 1627 verstorbenen bekannten Persönlichkeiten. Die Einträge erfolgen innerhalb der einzelnen Daten alphabetisch sortiert. Tiere sind im Nekrolog für Tiere zu finden.

## Januar
| Tag        | Name                         | Beruf, bekannt als                                               | Alter | Beleg |
| ---------- | ---------------------------- | ---------------------------------------------------------------- | ----- | ----- |
| 3. Januar  | Domenico Rivarola            | italienischer Erzbischof und Kardinal                            |       |       |
| 3. Januar  | Hans Röttger                 | deutscher Steinmetz und Bildhauer der Renaissance                |       |       |
| 6. Januar  | Balthasar Mentzer der Ältere | deutscher lutherischer Theologe                                  | 61    |       |
| 13. Januar | Magdalena von Neuenahr-Alpen | Gräfin von Limburg                                               |       |       |
| 15. Januar | Gabriel von Ferrara          | italienischer Ordensmann, Chirurg und Gründer von Krankenhäusern |       |       |
| 25. Januar | Louis Hébert                 | französischer Apotheker, erster Kolonist in Neufrankreich        |       |       |
| 27. Januar | Cäcilie Wasa                 | Prinzessin von Schweden, Markgräfin von Baden                    | 86    |       |
| 28. Januar | Gerhard Rantzau              | dänischer Statthalter im königlichen Anteil Schleswig-Holsteins  | 68    |       |
| 28. Januar | Johannes Rudolf Wolf         | Schweizer Buchdrucker                                            | 62    |       |
| 29. Januar | Paul Zeidler                 | evangelischer Theologe, Dichter und Pädagoge                     |       |       |
| 30. Januar | Sophia Agnes von Langenberg  | deutsche Klarisse und „falsche Heilige“                          |       |       |

## Februar
| Tag         | Name                     | Beruf, bekannt als                                                      | Alter | Beleg |
| ----------- | ------------------------ | ----------------------------------------------------------------------- | ----- | ----- |
| 1. Februar  | Rodrigo de Castro        | portugiesischer Arzt und Autor                                          |       |       |
| 6. Februar  | Johann Walter von Kerpen | Johanniter                                                              |       |       |
| 9. Februar  | Job Hartmann von Enenkel | österreichischer Genealoge und Historiker                               | 50    |       |
| 12. Februar | Karl I.                  | Fürst von Liechtenstein                                                 |       |       |
| 22. Februar | Olivier van Noort        | niederländischer Seefahrer                                              |       |       |
| 27. Februar | Markwart von Pentz       | Befehlshaber der dänischen Reiterei, Generalkommissar für Niedersachsen |       |       |

## März
| Tag      | Name                       | Beruf, bekannt als                                                     | Alter | Beleg |
| -------- | -------------------------- | ---------------------------------------------------------------------- | ----- | ----- |
| 4. März  | Sebastian Bloss            | deutscher Mediziner und Hochschullehrer                                | 67    |       |
| 6. März  | Hieronymus Otto Agricola   | deutscher Geistlicher und Bischof von Brixen                           | 55    |       |
| 7. März  | Françoise de La Chassaigne | französische Adelige und Ehefrau von Michel de Montaigne               | 82    |       |
| 9. März  | Balthasar Hager            | deutscher Jesuit und Kontroverstheologe                                | ~55   |       |
| 9. März  | Ascanio Mayone             | neapolitanischer Komponist                                             |       |       |
| 12. März | Giovanni Battista Paggi    | italienischer Maler                                                    | 73    |       |
| 20. März | Johann Jacob Grasser       | Schweizer Theologe und Polyhistor                                      | 48    |       |
| 21. März | Zacharias Kopystenski      | ukrainischer Schriftsteller und Archimandrit des Kiewer Höhlenklosters |       | [ 1 ] |
| 22. März | Cornelis van Aerssen       | niederländischer Staatsmann und Diplomat                               |       |       |
| 23. März | Ludovico Zacconi           | italienischer Komponist und Musiktheoretiker                           | 71    |       |
| 26. März | Simon VII.                 | Graf zu Lippe                                                          | 39    |       |
| 29. März | Celso Cittadini            | italienischer Dichter, Philologe und Romanist                          | 73    |       |
| 30. März | Enoch Pöckel               | Ratsmitglied und Ratsbaumeister in Leipzig, Hammerherr                 | 48    |       |

## April
| Tag       | Name                        | Beruf, bekannt als | Alter | Beleg |
| --------- | --------------------------- | --- | ----- | ----- |
| 7. April  | Bonifazio Bevilacqua        | italienischer Kardinal und Bischof                                                                                      |       |       |
| 9. April  | Severin Göbel der Jüngere   | deutscher Mediziner | 58    |       |
| 12. April | Paolo Beni                  | italienischer Philologe und Romanist                                                                                    |       |       |
| 13. April | Georg IV.                   | Reichsgraf von Ortenburg, bayerisch-herzoglicher Rat, Hauptmann von Burghausen, Pfleger von Wasserburg und Eggenfelden. | 53    |       |
| 15. April | Alexander Lüneburg          | Bürgermeister der Hansestadt Lübeck                                                                                     |       |       |
| 19. April | Bernhard Wedemhof           | Ratsherr der Hansestadt Lübeck                                                                                          |       |       |
| 22. April | Ahmad Bābā                  | westafrikanischer Schriftsteller                                                                                        | 70    |       |
| 30. April | Johann Konrad von Gemmingen | Reichsritter |       |       |

## Mai
| Tag     | Name                       | Beruf, bekannt als                                                                         | Alter | Beleg |
| ------- | -------------------------- | ------------------------------------------------------------------------------------------ | ----- | ----- |
| 1. Mai  | Friedrich Balduin          | deutscher lutherischer Theologe                                                            | 51    |       |
| 2. Mai  | Lodovico Grossi da Viadana | italienischer Komponist des Frühbarock                                                     |       |       |
| 13. Mai | Alexander                  | Herzog von Schleswig-Holstein-Sonderburg                                                   | 54    |       |
| 18. Mai | Valerius Herberger         | deutscher lutherischer Theologe, Erbauungsschriftsteller und Kirchenliederdichter in Polen | 65    |       |
| 19. Mai | Katharina Henot            | Kölner Patrizierin                                                                         |       |       |
| 24. Mai | Luis de Góngora            | spanischer Lyriker und Dramatiker der Barockzeit, Hauptvertreter des dunklen Stils         | 65    |       |
| 27. Mai | Eberhard Bronchorst        | niederländischer Rechtswissenschaftler                                                     | 73    |       |

## Juni
| Tag      | Name                                      | Beruf, bekannt als                                                         | Alter | Beleg |
| -------- | ----------------------------------------- | -------------------------------------------------------------------------- | ----- | ----- |
| 4. Juni  | Marie de Bourbon, duchesse de Montpensier | Herzogin von Montpensier                                                   | 21    |       |
| 5. Juni  | Andreas Hakenberger                       | deutscher Komponist und Kapellmeister                                      |       |       |
| 6. Juni  | Gebhard XXIII. von Alvensleben            | Amtshauptmann von Beeskow und Storkow und später von Cottbus und Peitz     | 43    |       |
| 20. Juni | Hermann von Dobbe                         | Domherr in Münster                                                         | 76    |       |
| 22. Juni | François de Montmorency-Bouteville        | französischer Adliger, der wegen seiner häufigen Duelle hingerichtet wurde |       |       |

## Juli
| Tag      | Name                  | Beruf, bekannt als                                                                            | Alter | Beleg |
| -------- | --------------------- | --------------------------------------------------------------------------------------------- | ----- | ----- |
| 14. Juli | Caspar Brülow         | deutscher Philologe und lateinischer Dramatiker                                               | 41    |       |
| 16. Juli | Hans Ludwig von Ulm   | Reichsvizekanzler                                                                             |       |       |
| 17. Juli | Lieven de Key         | niederländischer Architekt, Stadtbaumeister von Haarlem und Vertreter des Goldenen Zeitalters |       |       |
| 20. Juli | Guðbrandur Þorláksson | isländischer Mathematiker, Kartograf und Bischof in Hólar                                     |       |       |

## August
| Tag        | Name                              | Beruf, bekannt als                                                                                                | Alter | Beleg |
| ---------- | --------------------------------- | --- | ----- | ----- |
| 4. August  | Christina Morhaubt                | Opfer der Hexenprozesse in Bamberg                                                                                |       |       |
| 9. August  | Ernst von Velen                   | Domherr in Münster und Paderborn                                                                                  |       |       |
| 10. August | Tiberio Tito                      | italienischer Maler                                                                                               | 53    |       |
| 12. August | Esaias Stiefel                    | deutscher theologischer Schwärmer und Gründer einer Sekte                                                         |       |       |
| 21. August | Jacques Mauduit                   | französischer Komponist der Spätrenaissance und des Frühbarock                                                    | 69    |       |
| 23. August | Jakob Baunach                     | deutscher Kaufmann und älterer Bürgermeister von Würzburg                                                         |       |       |
| 26. August | Martin Chemnitz                   | Rechtsgelehrter, Hofbeamter in pommerschen und schleswig-holsteinischen Diensten                                  | 65    |       |
| 27. August | Francesco Maria Bourbon Del Monte | belgischer katholischer Priester, Doktor der Theologie, Altorientalist und Religionshistoriker, Bischof, Kardinal | 78    |       |
| 30. August | Johann Flugi                      | Bischof von Chur                                                                                                  |       |       |
| 30. August | Johann Kitzel                     | deutscher Rechtswissenschaftler, Mathematiker und Hochschullehrer                                                 | 53    |       |

## September
| Tag           | Name                   | Beruf, bekannt als                                                      | Alter | Beleg |
| ------------- | ---------------------- | ----------------------------------------------------------------------- | ----- | ----- |
| 8. September  | Juan Sánchez Cotán     | spanischer Maler                                                        | 67    |       |
| 11. September | Matthäus Ulicky        | evangelischer Geistlicher; evangelischer Märtyrer                       |       |       |
| 17. September | Wilhelm Ulrich Romanus | deutscher Rechtswissenschaftler                                         | 29    |       |
| 19. September | Joachim Bering         | deutscher lutherischer Theologe                                         |       |       |
| 20. September | Jan Gruter             | Schriftsteller und Polyhistor                                           | 66    |       |
| 27. September | Jacob Seeling          | deutscher Zehntner sowie sächsischer und böhmischer Hammerwerksbesitzer |       |       |
| 29. September | Johannes Acronius      | deutscher reformierter Theologe                                         |       |       |
| 30. September | Tianqi                 | chinesischer Kaiser der Ming-Dynastie                                   | 21    |       |

## Oktober
| Tag         | Name                          | Beruf, bekannt als                                   | Alter | Beleg |
| ----------- | ----------------------------- | ---------------------------------------------------- | ----- | ----- |
| 10. Oktober | Georg Wegelin                 | deutscher Abt                                        | 69    |       |
| 11. Oktober | Bernardo de Balbuena          | spanischer Dichter                                   | 64    |       |
| 19. Oktober | Wei Zhongxian                 | chinesischer Eunuch, Obereunuch in der Ming-Dynastie |       |       |
| 25. Oktober | Johann Eustach von Westernach | Hochmeister des Deutschen Ordens                     | 81    |       |
| 28. Oktober | Jahangir                      | Großmogul von Indien                                 | 58    |       |

## November
| Tag          | Name                                           | Beruf, bekannt als                                                            | Alter | Beleg |
| ------------ | ---------------------------------------------- | ----------------------------------------------------------------------------- | ----- | ----- |
| 1. November  | Johann Georg von Osterhausen                   | kursächsischer Hofmarschall, Oberkammer- und Bergrat sowie Rittergutsbesitzer |       |       |
| 3. November  | Giovanni Battista Leni                         | italienischer Kardinal und Bischof                                            |       |       |
| 8. November  | Ludwig II.                                     | Graf von Nassau-Weilburg                                                      | 62    |       |
| 15. November | Jakob Ludwig von Fürstenberg                   | bayerischer General und Feldzeugmeister                                       | ≈35   |       |
| 16. November | Sixt Werner Vogt von Altensumerau und Prasberg | Bischof von Konstanz                                                          | 52    |       |
| 28. November | Arend Dickmann                                 | niederländisch-polnischer Admiral                                             |       |       |
| 30. November | Pedro Ruimonte                                 | spanischer Komponist                                                          | 62    |       |

## Dezember
| Tag          | Name                          | Beruf, bekannt als                                             | Alter | Beleg |
| ------------ | ----------------------------- | -------------------------------------------------------------- | ----- | ----- |
| 16. Dezember | Sebastián Aguilera de Heredia | spanischer Organist und Komponist                              |       |       |
| 23. Dezember | Hermann Bresser               | erwählter Sekretär des Kontors der Hanse auf Bryggen in Bergen |       |       |
| 25. Dezember | Vincenzo II. Gonzaga          | Herzog von Mantua und Montferrat                               | 33    |       |
| Dezember     | Henry Condell                 | englischer Schauspieler                                        |       |       |
| Dezember     | Thomas Lupo                   | englischer Komponist                                           |       |       |

## Datum unbekannt
| Tag | Name                         | Beruf, bekannt als                                               | Alter | Beleg |
| --- | ---------------------------- | ---------------------------------------------------------------- | ----- | ----- |
|     | Abdul Rahim Khan-e-Khana     | Feldherr im Mogulreich und Dichter                               |       |       |
|     | Adriaen Block                | niederländischer Forschungsreisender und Kartograph              |       |       |
|     | Ingram Frizer                | britischer Mann, Mörder des Dramatikers Christopher Marlowe      |       |       |
|     | Martin Galíndez              | spanischer Maler und Holzschnitzer                               |       |       |
|     | Johann Halbritter            | deutscher Jurist                                                 |       |       |
|     | Christoph Heidmann           | Philologe                                                        |       |       |
|     | Sebastian Henricpetri        | Schweizer Buchdrucker                                            |       |       |
|     | Cornelis Hooft               | Bürgermeister von Amsterdam                                      |       |       |
|     | Frederick de Houtman         | niederländischer Forscher                                        |       |       |
|     | Gaspar Hovic                 | flämischer Maler                                                 |       |       |
|     | Jacopo Ligozzi               | italienischer Maler                                              |       |       |
|     | Thomas Middleton             | englischer Schriftsteller und Poet                               |       |       |
|     | John Minsheu                 | britischer Linguist, Anglist, Romanist, Hispanist und Lexikograf |       |       |
|     | Pho Thisarath II.            | König des laotischen Reiches Lan Xang                            |       |       |
|     | Friedrich von Pranckh        | Ritter des Malteserordens                                        |       |       |
|     | Julius Schiller              | deutscher Astronom, Augustinermönch                              |       |       |
|     | Pedro Simón                  | spanischer Franziskaner, Missionar, Historiker und Linguist      |       |       |
|     | Johann Jacobi von Wallhausen | deutscher Militärschriftsteller                                  |       |       |